# USS Lexington (CV-16)
La USS Lexington (hull classification symbol CV/CVA/CVS-16) era una portaerei degli Stati Uniti d'America della classe Essex. Nell'ottobre 1952 le venne assegnato il nuovo numero di identificazione CVA-16
All'atto della posa in chiglia, avvenuta il 15 luglio 1941 presso il cantiere navale di Fore River Shipyard, era previsto di nominarla Cabot. A causa dell'affondamento della USS Lexington (CV-2) nel corso della battaglia del Mar dei Coralli (4-8 maggio 1942), venne deciso che la nave in costruzione assumesse il nome di quest'ultima. Il varo della nave avvenne il 17 agosto 1943, mentre l'assunzione in servizio avvenne il 24 novembre 1943.

## Guerra nell'Oceano Pacifico

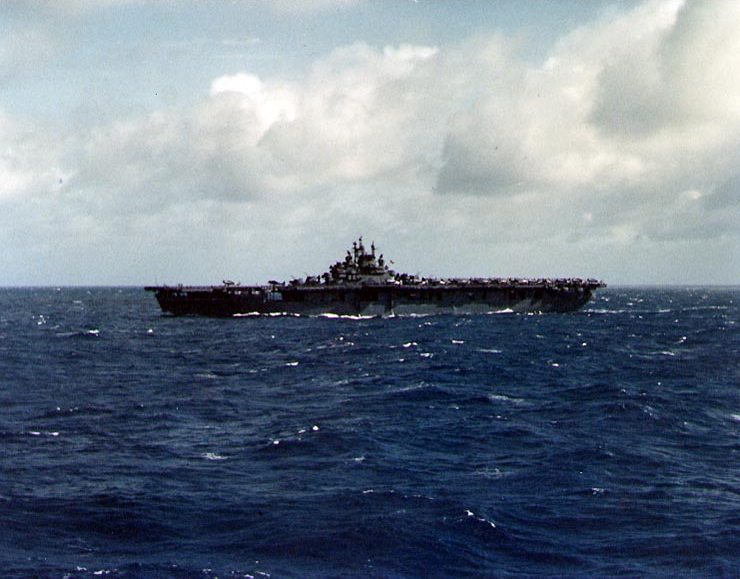
La USS Lexington, "The Blue Ghost", con la sua livrea mimetica di tipo Measure 21 nel tardo 1943.

La nave venne data per affondata dai giapponesi varie volte, fatto che le guadagnò il nomignolo di Blue ghost (fantasma blu).

## Il periodo della guerra fredda
Dopo la fine della seconda guerra mondiale, la nave venne sottoposta ad una serie di aggiornamenti tecnici, come il ponte di volo angolato, la sostituzione delle catapulte ed altri ancora, che la mantennero operativa per lungo tempo, con gli aggiornamenti denominati SCB-27,SCB-125 e SCB-144.
La nave venne radiata nel 1991, ultimo esemplare della classe Essex in servizio.